# Son Sann
Son Sann (in lingua khmer សឺន សាន; Phnom Penh, 5 ottobre 1911 – Parigi, 19 dicembre 2000) è stato un politico cambogiano, primo ministro del Regno di Cambogia dal 1967 al 1968 e del Governo di coalizione della Kampuchea Democratica dal 1982 al 1991, nonché leader del movimento di resistenza anticomunista del FLNPK durante il periodo della guerra cambogiana-vietnamita.

## Biografia

### Gioventù
Son Sann nacque nella capitale cambogiana di Phnom Penh nel 1911, da una famiglia appartenente alla minoranza etnica degli Khmer krom (Khmer sud-orientali, abitanti la regione del Nam-bo, accorpata al sud-Vietnam e comprendente il delta del Mekong e la penisola di Ca-mau) e fervente buddhista; entrambi i suoi genitori erano originari di ricche famiglie di proprietari terrieri della Provincia di Trà Vinh, nel vicino Vietnam, con il padre di Son Sann, Son Sach, che si era trasferito in Cambogia per servire alle dipendenze di Sisowath Souphanouvong, fratello del re cambogiano Sisowath Monivong. Son Sann studiò a Phnom Penh e più tardi a Parigi, dove si laureò all'École des hautes études commerciales nel 1933; dopo un breve soggiorno a Londra per studiare l'inglese, ritornò in Cambogia nel 1935 e fu assunto nell'amministrazione civile, servendo come responsabile del commercio nelle provincie di Prey Veng e poi di Battambang, facendo anche parte della missione economica cambogiana inviata a Tokyo nel 1941.

### Carriera politica
Fu uno dei primi sostenitori del Partito Democratico Khmer (PDK), facendo poi parte del comitato direttivo dello stesso; servì come vicepresidente del Consiglio dei ministri e ministro delle Finanze dal 1946 al 1947 sotto il governo del principe Sisowath Youtévong, mantenendo la sua posizione di vicepresidente anche dopo la morte di questi nel luglio del 1947 e fino al febbraio del 1948. Ministro degli Esteri dal giugno del 1950 al marzo del 1951, si dimise dagli incarichi di partito dopo la dissoluzione del PDK nel 1952, rientrando poi in politica come membro del movimento del Sangkum e sostenitore del nuovo re Norodom Sihanouk; tra la fine degli anni 1950 e l'inizio degli anni 1960 servì in vari governi cambogiani con molteplici funzioni, fino a divenire presidente della Banca Nazionale cambogiana dal 1964 al 1966. Il 1º marzo 1967 divenne Primo ministro del Regno di Cambogia, carica che mantenne fino al 31 gennaio 1968 quando fu rimpiazzato dal compagno di partito Penn Nouth.

### Dissociazione dal Colpo di Stato ed esilio
Dopo il colpo di Stato del generale Lon Nol che nel marzo del 1970 portò alla deposizione del re Norodom Sihaonuk, Son Sann fu posto agli arresti domiciliari prima di avere il permesso di recarsi in esilio a Parigi; nel giugno del 1970 si recò a Pechino come negoziatore per un accordo tra Lon Nol e Sihanouk, portando avanti senza troppi successi questi negoziati fino all'ottobre del 1971 quando il generale proclamò la nascita della Repubblica Khmer.
Son Sann rimase in esilio a Parigi per quasi tutti gli anni 1970, durante i quali la Repubblica Khmer di Lon Nol fu rovesciata dai guerriglieri comunisti Khmer Kraham, noti in occidente come Khmer rossi, al termine di una sanguinosa guerra civile, venendo rimpiazzata con il regime della Kampuchea Democratica del dittatore Pol Pot; esule a Parigi dall'aprile 1975, anche l'ex Presidente della Repubblica Khmer, Cheng Heng divenne alleato politico di Son Sann prima di rientrare in Cambogia nel 1993.

### Guerra di Liberazione contro il regime comunista Khmer Kraham
Nel gennaio del 1979 Son Sann fondò a Parigi un movimento di resistenza anticomunista, il Fronte di Liberazione Nazionale del Popolo Khmer (FLNPK), contrario sia ai Khmer Rossi sia ai vietnamiti che nel dicembre del 1978 avevano invaso la Cambogia e instaurato un regime fantoccio a Phnom Penh, la Repubblica Popolare di Kampuchea (RPK); nell'agosto seguente si recò in Thailandia per organizzare un movimento guerrigliero affiliato al FLNPK con cui portare avanti la lotta contro gli occupanti in Cambogia, reclutando uomini tra i rifugiati e gli esuli cambogiani presenti nei campi profughi thailandesi. Grazie a un accordo con l'ex generale della Repubblica Khmer Dien Del, nell'ottobre del 1979 venne proclamata la nascita dell'Esercito nazionale di liberazione del popolo Khmer, i cui componenti iniziarono subito una lotta di guerriglia contro i vietnamiti nella regione dei Monti dei Cardamomi, vicino al confine thailandese.
Benché nettamente ostile ai Khmer Rossi e in contrasto aperto con il parallelo movimento di resistenza del Funcinpec organizzato dall'ex re Sihanouk, Son Sann si decise a trattare con gli altri gruppi per organizzare un fronte comune contro la RPK e gli occupanti vietnamiti: nel giugno del 1982 i tre movimenti sottoscrissero un accordo di alleanza e cooperazione, proclamando la nascita del Governo di coalizione della Kampuchea Democratica (GCKD) di cui Son Sann acquisì la carica di Primo ministro. In seguito il FLNPK portò avanti la sua lotta contro i vietnamiti, potendo contare anche su un limitato sostegno finanziario da parte degli Stati Uniti d'America, concesso sulla base della cosiddetta "dottrina Reagan".

### Ruolo dopo gli Accordi di Parigi 1993
Dopo la ritirata vietnamita dalla Cambogia nel settembre del 1989 e la firma degli accordi di pace di Parigi nell'ottobre del 1991, Son Sann fondò il Partito liberale democratico buddhista con cui partecipò alle elezioni generali del 1993 ottenendo però un debole risultato: eletto con altri nove membri del suo partito al parlamento cambogiano, fece da socio di minoranza della coalizione di governo composta dai due principali partiti politici usciti vincitori dalle elezioni, il monarchico Funcinpec e il social democratico Partito Popolare Cambogiano; fu presidente dell'Assemblea nazionale dal giugno all'ottobre del 1993, prima di lasciare la Cambogia nel 1997 per ritirarsi con la famiglia a Parigi.

### Morte
Son Sann morì nella capitale francese il 19 dicembre 2000, all'età di 89 anni, a causa di una insufficienza cardiaca